# Júlio Endi Akamine

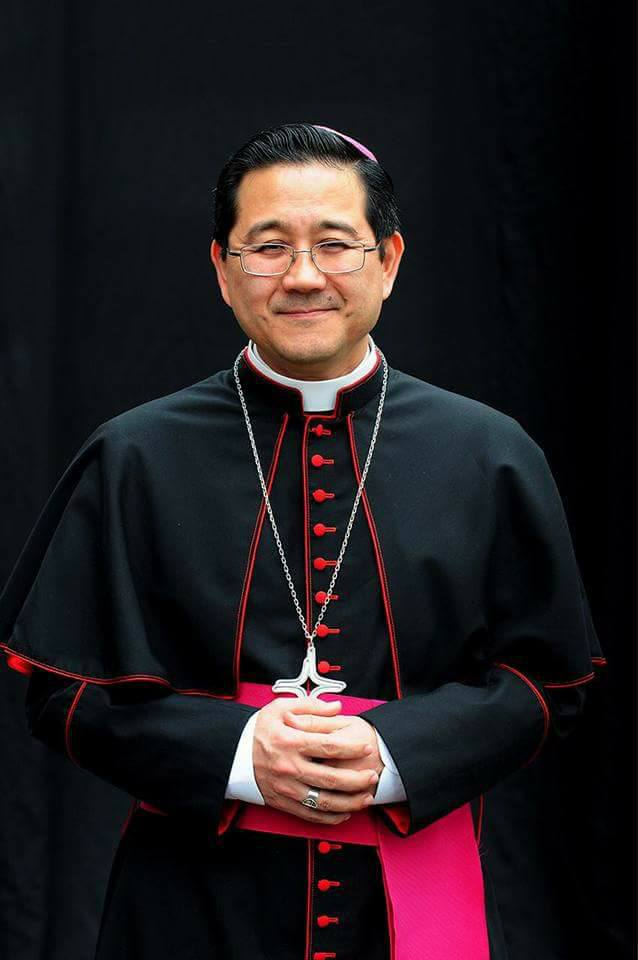
Júlio Endi Akamine

Júlio Endi Akamine SAC (* 20. November 1962 in Garça) ist ein brasilianischer Ordensgeistlicher und römisch-katholischer Erzbischof von Belém do Pará.

## Leben
Júlio Endi Akamine trat der Ordensgemeinschaft der Pallottiner bei, legte am 8. Dezember 1980 die Profess ab und empfing am 24. Januar 1988 die Priesterweihe.
Papst Benedikt XVI. ernannte ihn am 4. Mai 2011 zum Weihbischof in São Paulo und Titularbischof von Thagamuta. Der Erzbischof von São Paulo, Odilo Pedro Kardinal Scherer, spendete ihm am 9. Juli desselben Jahres die Bischofsweihe; Mitkonsekratoren waren Edmar Peron, Weihbischof in São Paulo, und Tarcísio Scaramussa SDB, Weihbischof in São Paulo. Als Wahlspruch wählte er Bonum Facientes Infatigabiles.
Papst Franziskus ernannte ihn am 28. Dezember 2016 zum Erzbischof von Sorocaba. Die Amtseinführung fand am 25. Februar des folgenden Jahres statt. Am 7. März 2025 bestellte ihn Papst Franziskus zum Koadjutorerzbischof von Belém do Pará. Die Amtseinführung erfolgte am 31. Mai desselben Jahres. Am 6. August 2025 wurde Júlio Endi Akamine in Nachfolge von Alberto Taveira Corrêa, dessen altersbedingtes Rücktrittsgesuch am selben Tag von Papst Leo XIV. angenommen worden war, Erzbischof von Belém do Pará.